# Objaw Russella

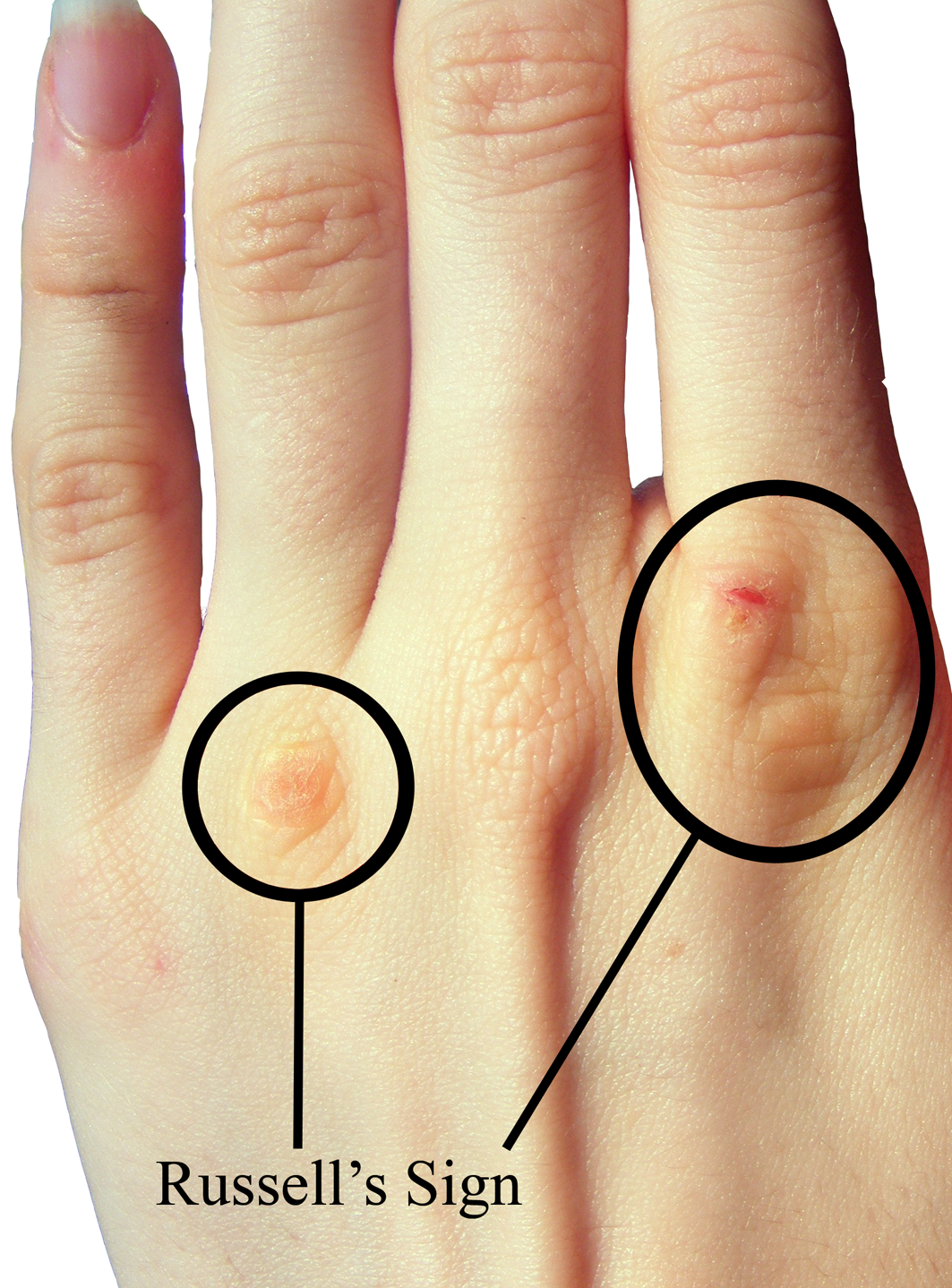
Objaw Russela

Objaw Russella – obecność blizn na grzbietowej powierzchni palców, spowodowanych częstym wywoływaniem odruchu wymiotnego i tym samym wielokrotnym kontaktem skóry z siekaczami. Objaw świadczy o zaburzeniu psychicznym – bulimii lub anoreksji. Część chorych na bulimię potrafi wywołać odruch wymiotny działając tylko tłocznią brzuszną i z tego powodu nie mają objawu Russella.
Zmiany na skórze można leczyć preparatami mocznika.